# رومان بابيتشيف
رومان بابيتشيف هو لاعب كرة قدم روسي في مركز الوسط، ولد في 18 أغسطس 1975 في فولغوغراد في روسيا. لعب مع نادي فوستوك.